# Catalogue d'étoiles PPM
Le catalogue PPM (Positions and Proper Motions Star Catalogue en anglais, soit littéralement Catalogue des positions et des mouvements propres d'étoiles) est un catalogue d'étoiles ; il succède au catalogue SAO.
Il contient les positions précises et les mouvements propres de 378 910 étoiles dans le ciel dans le système de coordonnées J2000 / Fundamental Katalog (FK5), et est conçu pour représenter aussi étroitement que possible le système de coordonnées spatiales de l'Union astronomique internationale (UAI - 1976), tel que défini dans le catalogue FK5.
Par conséquent, le PPM est une extension du système FK5 à une densité plus grande d'étoiles et des magnitudes plus faibles.